# Literatura sueca

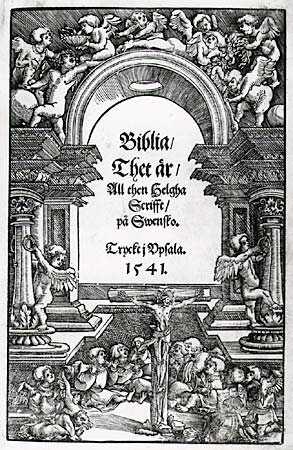
Portada de la Bíblia de Gustav Vasa.

El terme literatura sueca fa referències a la literatura escrita en suec o escrita per autors suecs.
El primer text literari de Suècia fou la Pedra de Rök, esculpida durant l'Era vikinga al voltant de l'any 800. Amb la conversió al cristianisme, al voltant de l'any 1100, Suècia va entrar a l'edat mitjana; els escriptors, lligats a monestirs, preferien l'ús del llatí. Amb tot, hi ha alguns textos d'aquest període escrits en el suec antic. La literatura sueca només va començar a florir quan es va estandarditzar la llengua, al segle xvi, gràcies a la traducció de la Bíblia el 1541. Aquesta traducció és anomenada Bíblia de Gustav Vasa.
El segle xvii va ser un segle important per a les lletres sueques, molts autors van desenvolupar la llengua per a usos futurs gràcies a la secularització i la llibretat en l'educació. Alguns d'aquests autors foren Georg Stiernhielm (s.XVII), que va ser el primer a escriure poesia clàssica en suec; Johan Henric Kellgren (s.XVI), va ser el primer a escriure en una prosa fluida; Carl Michael Bellman (finals del s.XVIII), fou el primer a escriure balades del burlesque; i August Strindberg (finals del s.XIX), un escriptor i dramaturg de temes socials i realistes que va assolir fama mundial. Els inicis del segle XX donen escriptors notables com Selma Lagerlöf (Premi Nobel de Literatura el 1909) i Pär Lagerkvist (Premi Nobel el 1951). Entre 1949 i 1959, Vilhelm Moberg va escriure la sèrie de 4 llibre Utvandrarna (Els emigrants), sovint considerats com una de les millors obres sueques.
Les dècades recents, un grup molt notable d'escriptors suecs han assolit fama internacional, sobretot gràcies al gènere de la novel·la negra: Henning Mankell o Stieg Larsson. També és ben coneguda fora de Suècia l'autora de llibres infantils Astrid Lindgren, autora de personatges com Pippi Långstrump, Emil i Lönneberga i altres.

## Nòrdic antic

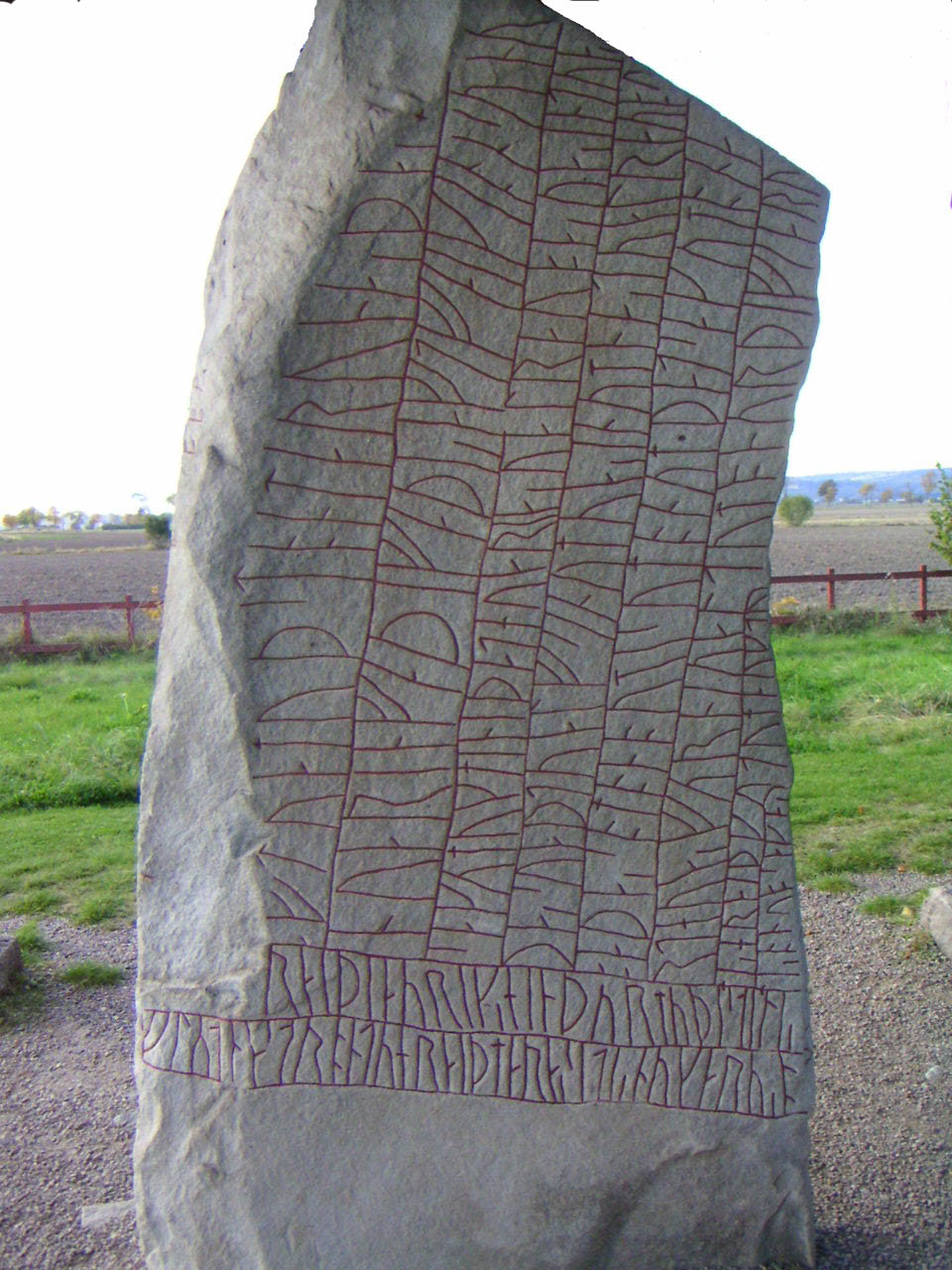
Pedra de Rök, inicis de la literatura sueca

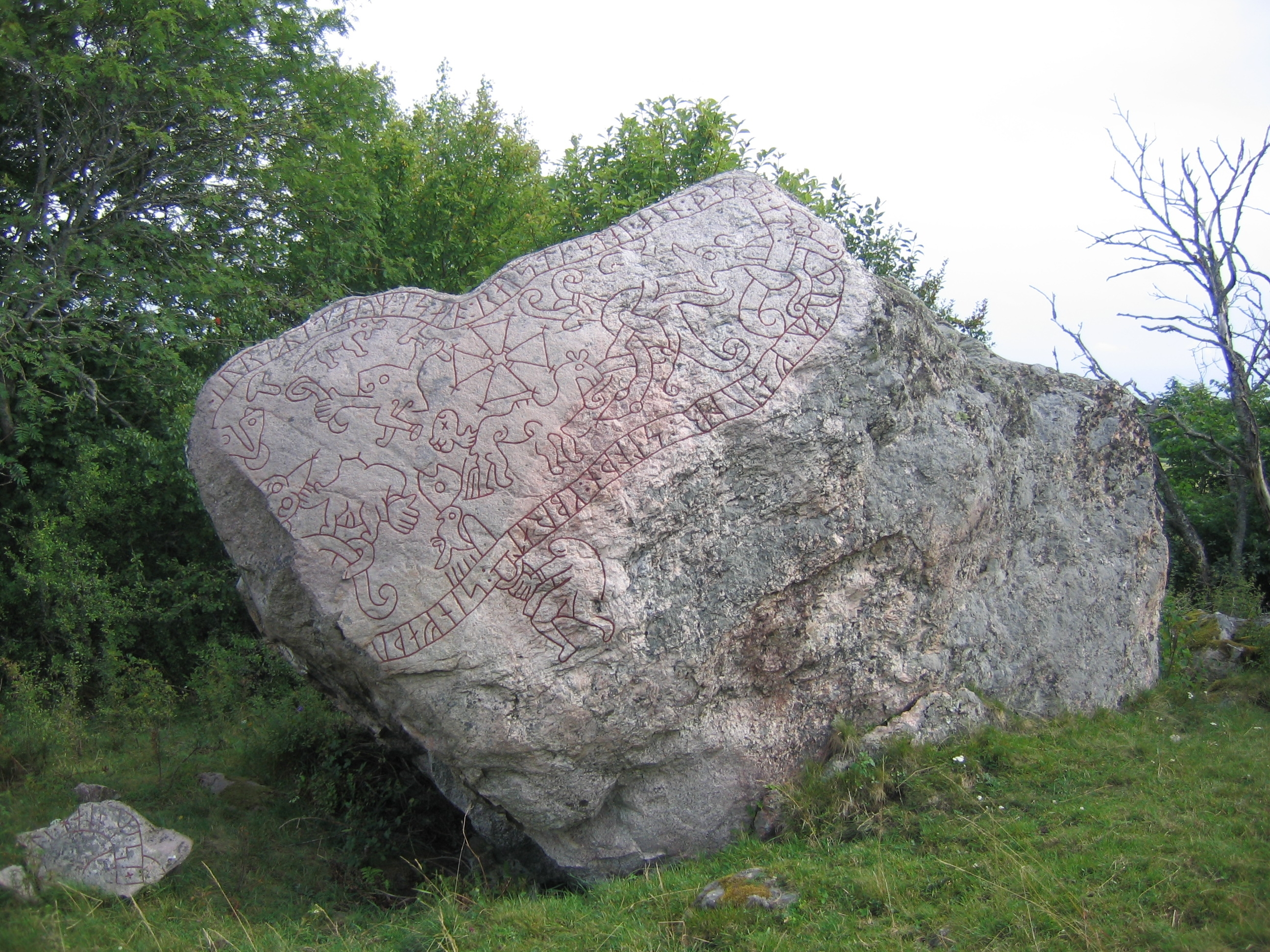
The Pedra de Gök.

Moltes de les pedres rúniques tenen una importància literària, així com històrica i filològica. Les inscripcions, doncs, tenen sovint un sentit màgic o amb una finalitat d'encanteri. La més destacada és la Pedra Rök que es pot datar al voltant de l'any 800. Conté una inscripció llarga i explica diversos passatges de les sagues i llegendes en diverses formes prosòdiques. Una part està escrit en vers al·literatiu o fornyrdislag. Aquesta pedra és considerada l'inici de la literatura sueca.

## L'Edat Mitjana
La cristianització de Suècia fou un dels fets més importants per a la història del país i va afactar profundament la literatura.
La pedra rúnica de Gök mostra com es va dissoldre l'antiga literatura, ja que usa la mateixa imatgeria que la roca esculpida de Ramsnd, però s'hi va afegir una creu i altres imatges que desfan el sentit lògic del conjunt original Sigui com sigui, la pedra de Gök mostra com el mite heroic pagà s'anava dissolvent en el cristianisme.
La literatura mostrava com eren els textos estrangers els models. El 1200, el Cristianisme estava completament establert a Suècia i la cultura europea medieval hi va arribar. Hi havia pocs que dominaven la llengua escrita i d'obres escrites se'n conserven poques. Només a partir del segle xiv es comencen a tenir manuscrits sencers escrits en llatí. El primer text complet escrit en suec és de finals d'aquest darrer segle.
La major part de l'educació estava en mans de l'Església Catòlica, i per tant, la literatura de l'època era teològica i religiosa. La resta de textos que es conserven eren textos del món del dret.

## Els seglesxviixvii

### Literatura de la Reforma
Es considera que es va escriure la literatura de la Reforma entre 1526 i 1568. Amb tot, aquest període no ha estat del tot estudiat des d'un punt de vista literari. Es considera un pas enrere del desenvolupament literari. La raó principal és que el rei Gustav Vasa volia controlar i censurar totes les publicacions, amb el resultat que només la Bíblia i algunes obres religioses van ser publicades. Al mateix temps, els monestirs catòlics van ser saquejats i es van cremar els llibres que guardaven. El rei tampoc va considerar important restablir l'educació superior, per tant, la Universitat d'Uppsala es va deixar abandonada.
Hi va haver només un petit grup d'escriptors durant aquesta època. Els burgesos tenien poca influència, mentre que es va reduir molt el nombre de clergues. La Reforma protestant de 1520 només va deixar pocs clergues i amb un poder molt reduït. Els suecs que volien una educació superior havien de marxar fora i anar a universitats com la de Rostock o de Wittenberg.
A part de la Reforma, la literatura només va tenir un altre moviment ideològic, el Goticisme, que glorificava la història de Suècia.
Mentre que els intel·lectuals suecs de l'època foren escassos, aquest període va donar un text de gran importància per al desenvolupament de lletres sueques posterior, es tracta de la traducció sueca de la bíblia el 1541, també coneguda com a Bíblia de Gustav Vasa. Aquesta va donar un estàndard per al suec per primer cop. Per altra banda, la introducció de la premsa escrita va permetre el contacte entre grups que abans no podien conèixer-se mútuament.

### Literatura del Renaixement

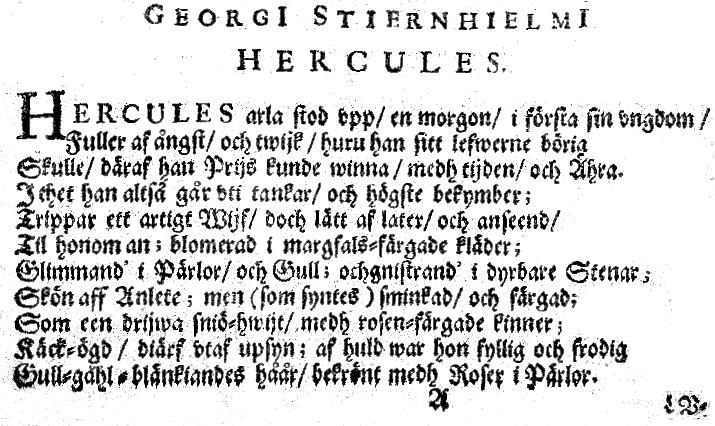
Primera pàgina de l'obra en hexàmetres Hercules, de Georg Stiernhielm, 1658

El període de la història de Suècia entre 1630 i 1718 és conegut amb el nom d'Imperi Suec. També correspon, parcialment, a un període literari. La literatura de l'era de l'Imperi Suec es veu com els inicis de la tradició literària sueca.
El Renaixement en literatura sueca fou un període comprès entre 1658 i 1732. L'inici el 1658 el marca Georg Stiernhielm quan va publicar Herculus, el primer poema suec escrit en hexàmetres. Quan Suècia va esdevenir una potència, una poderosa classe mitjana va tenir interès en la cultura. Contrastava que en l'època de la Reforma només hi havia estudis de teologia. Van arribar influències culturals de molts països (Alemanya, França, Holanda, Itàlia...). És curiós veure com Georg Stiernhielm, que és considerat com el primer poeta suec, tenia més coneixement de la filosofia antiga, que no pas dels ensenyaments cristians.
En paral·lel, el Goticisme va guanyar força. Durant l'època de l'Imperi va desenvolupar un paradigma literari, que tenia l'objectiu de mostrar com Suècia era una gran potència.

## Elseglexviii

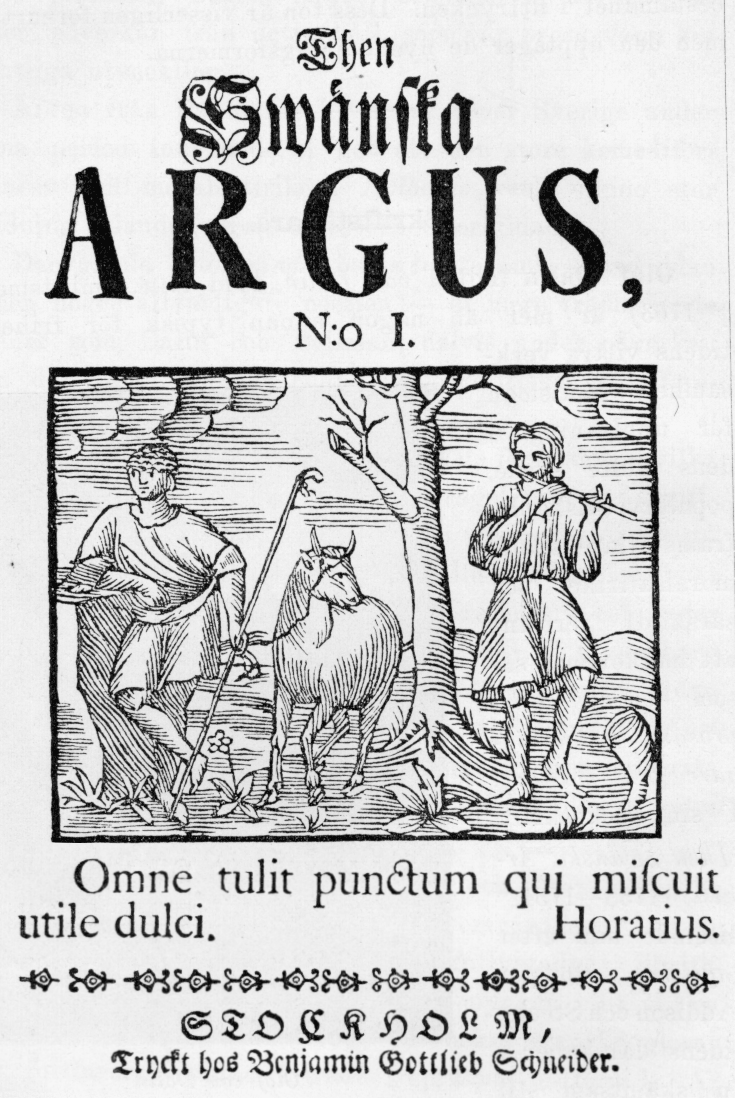
Portada de Then Svenska Argus, 1732

El segle xviii ha estat descrit com el segle d'or de la literatura sueca i també per a la ciència. Durant aquest període, Suècia va produir autors i literatura molt millors que els estàndards anteriors. Un factor clau fou l'època de l'Imperi Suec i de la Gran Guerra del Nord (1712-1772) i la primera llei de llibertat de premsa sueca de 1766. Aquest període va suposar la fi de la literatura secular.
És evident que la Il·lustració europea fou també clau per donar vigor a la vida cultural sueca. Les grans influències provenien d'Alemanya, Anglaterra i França, i es pot resseguir en la literatura sueca. La llengua es va enriquir amb mots procedents del francès i molts basats en les idees del liberalisme, amb el model de l'adaptació que feia l'anglès.
La literatura sueca es va consolidar a voltants de l'any 1750 i que dona pas al que es coneix com a Suec modern tardà (1750-1880). Les obres més importants d'aquest període foren les d'Olov von Dalin (1708-1763), Then Svenska Argus, basada en l'obra de Joseph Addison The Spectator. Dalin dona un nou punt a la cultura i la història sueca, ja que fa servir molt el sarcasme i la ironia. Entre 1730 i 1740 Dalin no va tenir rival en el món literari suec, ja que fou el primer a refinar el llenguatge amb finalitats pràctiques. A diferència dels seus predecessors, fou un autor llegit, conegut i apreciat pel públic general.
Durant aquest segle, l'ús del llatí, que dominava el món de la ciència, va declinar molt en favor de la llengua nacional. Alguns autors a usar directament el suec per a tots els públics foren el botànic Carl von Linné (1707-1778). Després vingueren poetes com Johan Henrik Kellgren (1751-1795) i Carl Michael Bellman (1740-1795).

## Elseglexix

### Romanticisme

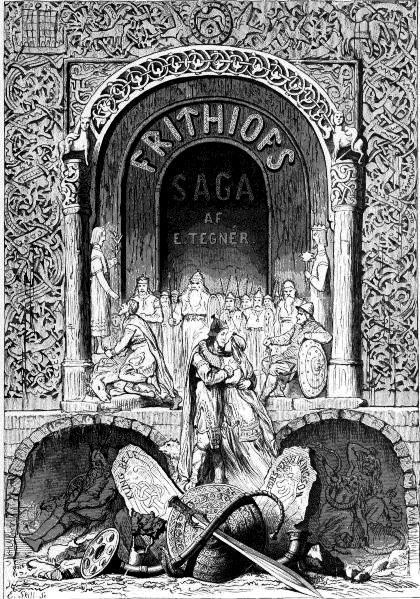
Portada del llibre d'Esaias Tegnér, La saga de Frithiof (1876)

En la història europea, el període que va de 1805 a 1840 és conegut com a Romanticisme. Aquest corrent va influir molt a la literatura sueca gràcies a les influències germàniques. Durant aquest període relativament curt, es van donar a conèixer molts poetes suecs, cosa que ha fet que es digui que aquesta fou l'edat d'or de la poesia sueca. El període va començar cap a 1810 quan moltes publicacions períodiques van començar a criticar la literatura del segle xviii i la Il·lustració. A més, es van crear societats literàries, la més important de les quals fou la Societat Gòtica (1811), amb una publicació Iduna que va servir per expandir el romanticisme i les idees goticisme.
Els poetes d'aquesta època van prendre tots la mateixa direcció temàtica i estilística; els quatre que més van significar per al moviment foren el professor d'història Erik Gustaf Geijer, el solitari Erik Johan Stagnelius, el professor de greck Esaias Tegnér i el professor d'estètica i filosofia Per Daniel Amadeus Atterbom.

### Liberalisme primerenc
El període que comprèn des de 1835 a 1879 s'anomena liberalisme primerenc en la història sueca. El Romanticisme es començava a veure com massa insuflat i sobrecarregat per la formalitat. Aftonbladet, fundat el 1830, fou el primer diari de Suècia obertament liberal, de seguida es va convertir en el primer diari de Suècia gràcies al punt de vista crític dels afers corrents de l'estat. El diari va influir en el fet que la literatura prengués un caràcter més realista i a un ús més concís de la llengua.
Moltes fonts veuen Carl Jonas Love Almqvist (1793-1866) com l'autor més destacat del segle xix suec. A principis de 1838, va publicar una sèrie de relats de tema social i polític que atacava de manera radical dues institucions: el matrimoni i el clergat. Moltes d'aquestes idees encara interessen als autors i lectors moderns, sobretot l'obra "Det går an" (1839) que encara va assolir els punts culminats de vendes a Alemanya el 2004.

## Realisme i Naturalisme

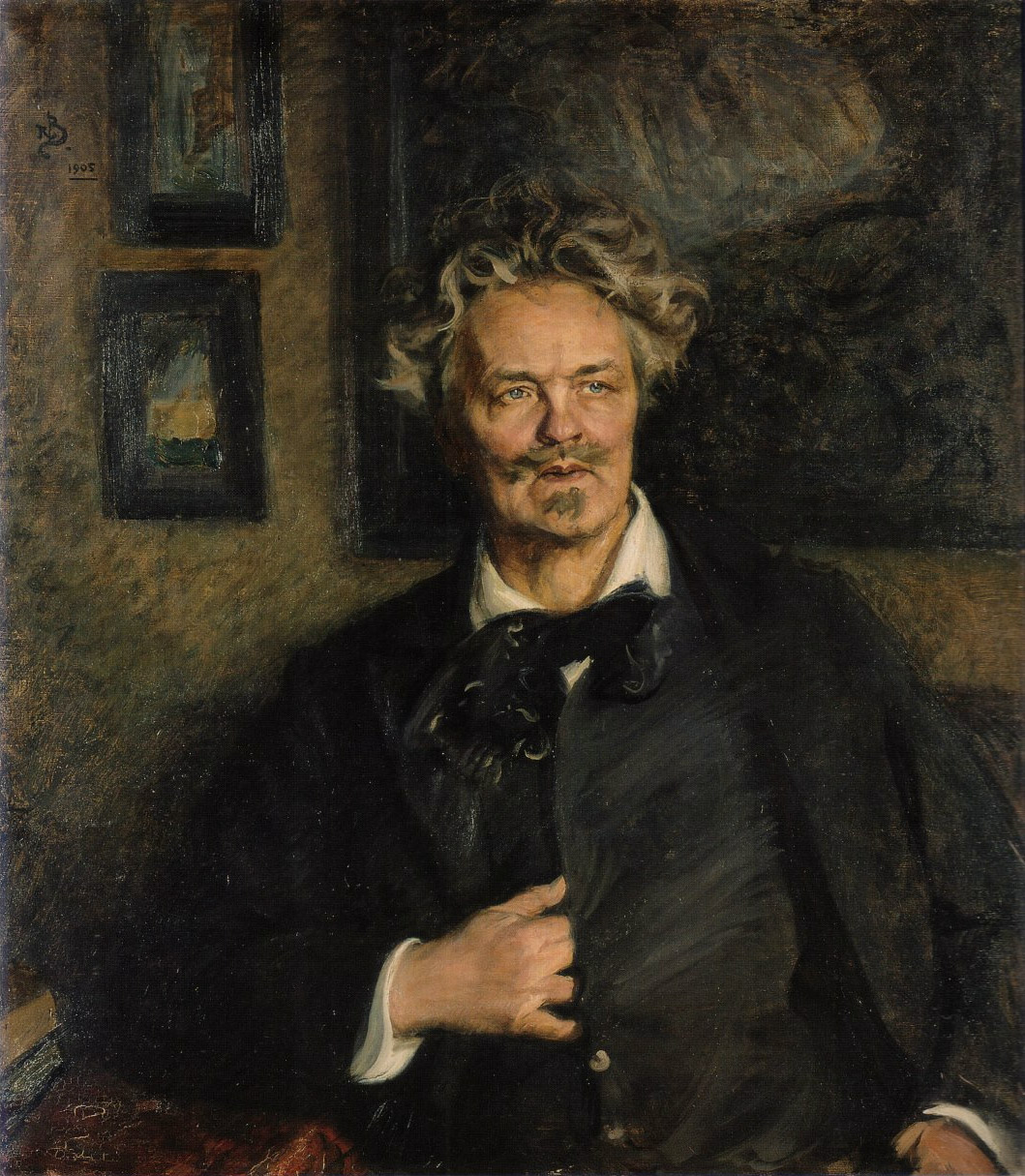
Strindberg obra de Richard Bergh, 1906

El Naturalisme és el nom que es dona al període literari que va entre 1880 i 1900, per bé que Suècia, aquest terme s'ha d'associar més al Realisme, ja que la literatura de l'època es focalitza més en una mena de realisme social i per l'aparició del que s'anomena Poetes dels 90.
Al final del segle xix i principis del XX, la literatura escandinava va fer la primera i una forta influència el món de la literatura occidental. De Suècia, el principal nom fou August Strindberg, tot i que no s'ha d'oblidar Ola Hansson, Selma Lagerlöf i Victoria Benedictsson, que també van tenir repercussió fora les fronteres sueques.
El progrés del Realisme a Suècia es va donar a partir de 1879, en aquest any, August Strindberg (1845–1912) va publicar Röda Rummet (L'habitació vermella), una novel·la satírica que ataca els mons de la política, l'escola, la filosofia i la religió. August Strindberg fou un escriptor famós per les obres teatrals i per la narrativa que va escriure, destacat per un talent excepcional i una gran intel·ligència. Quan va morir, tenia molts projectes literaris al cap que no va poder enllestir.

### Els Poetes dels 90
La poesia sueca de finals del segle xix va estar dominada pel que s'anomena Poetes dels 90, un grup de poetes que seguien una estètica neoromàntica com a reacció a la literatura realista que es venia fent des de 1880. La figura clau d'aquest moviment fou Verner von Heidenstam (1859–1940); va debutar el 1887 amb la col·lecció de poemes Vallfart och vandringsår (Pelegrinatge i anys de vagarejar).
Podria dir-se, però, que Selma Lagerlöf (1858–1940) fou la gran estrella de la dècada de 1890s i que ha influït fins a l'actualitat. Dues de les obres més destacades, que han estat traduïdes a moltes llengües, són Nils Holgerssons underbara resa genom Sverige] (1906–1907) (Les meravelloses aventures de Nils) i Gösta Berlings saga (1891) (La història de Gösta Berlings), per bé que també va escriure moltes altres llibres. Lagerlöf va guanyar el Premi Nobel de Literatura el 1909, principalment per la capacitat d'explicar històries.

## El segle XX

### El Modernisme
Fou el 1910 quan va aparèixer aquest nou corrent literari amb diversos articles de crítica que va escriure August Strindberg, en els quals criticava els valors conservadors. Amb l'adveniment de la socialdemocràcia es va poder veure a gran escala com els valors havien canviat cap a una direcciód e reformes socials.
L'expressió literària dominant durant la dècada de 1910 fou la novel·la. Un dels primers novel·liestes fou Hjalmar Söderberg (1869-1941). Söderberg va escriure en un estil cínic, d'acord amb la manera de Friedrich Nietzsche, amb desil·lusió i pessimisme. El 1901 va publicar Martin Bircks ungdom (La joventut de Martin Bricks). Aquesta oba fou molt apreciada per les qualitats literàries, sobretot de la grand descripció d'Estocolm, que encara es considera com la millor i que mai s'ha superat. El 1905 va publicar potser la seva obra més destacada, Docotor Glas, un conte de venjança i passió, que constitueix una de les millors novel·les escrites en suec.

### Literatura proletària

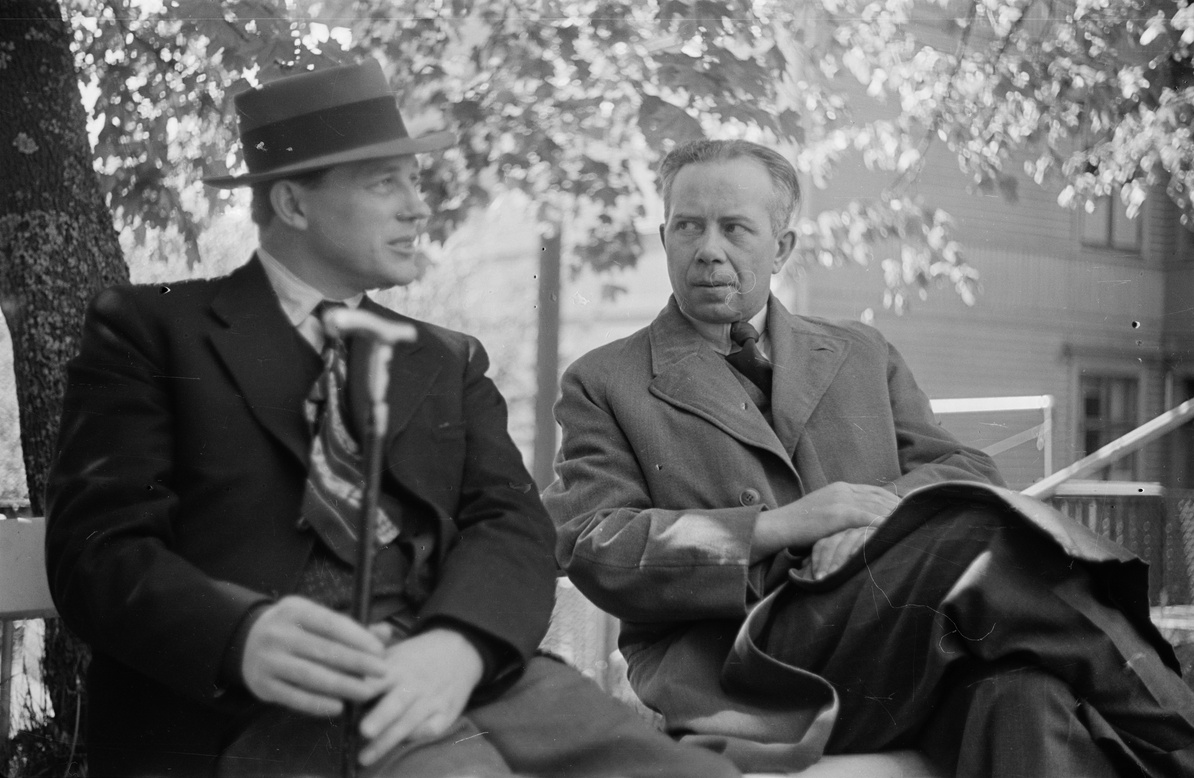
Harry Martinson, a l'esquerra, acompanyat d'Ivar Lo-Johansson

L'agricultura sueca tenia un sistema de producció amb treballadors anomenats statare, que rebien un pagament només en espècie i que consistia en l'allotjament i la manutenció, sovint de mala qualitat, sistema comparable amb el sistema truck anglosaxó o molt proper a la servitud. Molt poca gent provinent d'aquest món van aconseguir dur a terme una carrera intel·lectual, com foren els escriptors Ivar Lo-Johansson, Moa Martinson i Jan Fridegård. Les seves obres foren molt importants per tal de suprimir aquest sistema.
Un escriptor proletari que va tenir gran èxit després de la II Guerra Mundial fou Vilhelm Moberg (1898–1973). Normalment escrivia sobre les vides de la gent corrent, en particular sobre la població rural. L'obra de Moberg es va publicar abans de la guerra, com els quatre volums de la sèrie Utvandrarna (Els emigrants), publicada entre 1949 i 1959, sobre l'emigració sueca a nord Amèrica. En aquesta obra repassa el viatge d'una parella d'emigrants a Amèrica i els problemes que ha de fer front.

### Literatura infantil i juvenil
A la dècada de 1930 va aparèixer una consiència de les necessitats infantils que es va accentuar després de la II Guerra Mundial, quan Astrid Lindgren va publicar les primeres històries de Pippi Långstrump el 1945. El comportament rebel de Pippi va provocar una forta resistència dels defensors dels valors culturals, però fou gradualment acceptat i també es va endrendre que la literatura infantil havia d'estar alliberada de promoure el moralisme.
Astrid Lindgren va continuar amb els llibres per a infants, alguns dels quals es van convertir en autèntics best-sellers i que l'han convertida en una de les escriptores més llegides de Suècia, sense tenir en compte el gènere. Dels seus llibres se n'han venut més de 100 milions de còpies i s'ha traduït a més de 80 llengües. Un dels temes que ha fet servir és la incomprensió del pensament dels nens i dels valors que tenen. Per exemple, a Bröderna Lejonhjärta parla sobre la mort més que sobre el valor; a Mio, min Mio se centra en el tema de l'amistat. Els tres llibres Karlsson på taket (1955, 1962 i 1968, respectivament) explica l'amistat entre un nen i un home baix, rabassut i geperut. Lindgren també va escriure 12 llibres sobre Emil i Lönneberga, un noi que vivia al camp de l'illa de Småland a principis del segle xx, que sempre es posava en problemes per culpa de les bromes, però que més endavant esdevenia una persona responsble i fins i tot era alcalde.
Una altra autora que va tractar el tema de la fantasia per a infants, fou l'escriptora finesa de llengua sueca Tove Jansson (1914–2001), que va crear i escriure els personatges Moomins. Els Moomins són trolls que viuen en un estat independent, sense afers materials. Els Moomins tenen gran fama en deiferents països, se n'han fet sèries de televisió i els llibres s'han traduït a més de 30 llengües.
Altres autors que han innovat en la literatura infantil sueca són Maria Gripe, Gunnel Linde, Inge i Lasse Sandberg, Sven Nordqvist, Moni Brännström (Tsatsiki-Tsatsiki) o Frida Nilsson.

### Novel·la negra

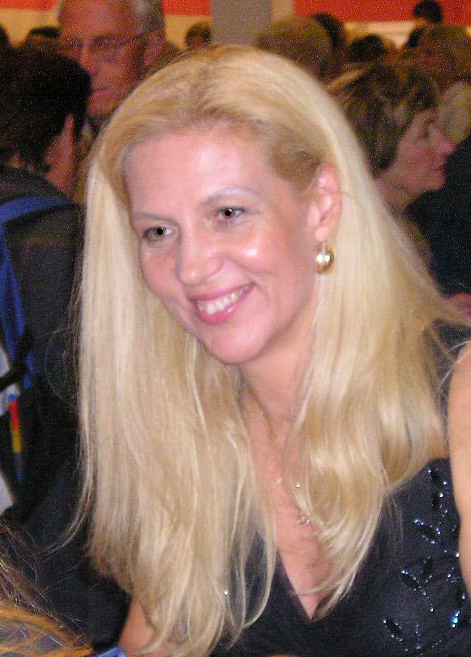
Liza Marklund, autora de novel·la negra

Abans de la II Guerra Mundial, la novel·la negra sueca es basava en els models britànics i nord-americans. Després de la guerra, es va desenvolupar d'una manera independent. En la dècada de 1960, Maj Sjöwall (1935) i Per Wahlöö (1926-1975) van col·laborar a produir una sèrie de novel·la negra, amb el detectiu Martin Beck com a protagonista, que foren aclamades arreu del món i van marcar el camí que havien de seguir altres autors.
L'escriptor més exitós de novel·la negra sueca és Henning Mankell (1948), amb la sèrie protagonitzada per Kurt Wallander. Aquestes novel·les han estat traduïdes a 37 llengües i han esdevingut bestsellers, especialment a Suècia i també a Alemanya. Les històries de detectius de Mankell han treballat molt l'aspecte sociològic de la societat liberal actual, amb la immigració, el racisme, els fenòmens d'extrema dreta, la neutralitat de Suècia... com a temes presents en la seva obra. Aquestes obres han estat portades al cinema, algunes fins i tot tres vegades, dues pel cinema suec i una altra en anglès protagonitzada per Kenneth Branagh. A més, Mankell ha escrit altres obres, com Comédia Infantil (1995), sobre un noi abandonat als carrers de Maputo, on resideix l'autor.
Molts altres autors suecs s'han interessat per la novel·la negra i han esdevingut populars arreu, sobretot a Alemanya, com ja s'ha vist en el cas de Mankell. Són exemples d'aquest fenomen Liza Marklund (1962), Håkan Nesser (1950), Åsa Larsson, Arne Dahl, Leif G. W. Persson, Johan Theorin, Camilla Läckberg, Mari Jungstedt i Åke Edwardson. Stieg Larsson va causar un gran impacte internacional amb la Trilogia Millennium, malauradament l'autor va morir sense assaborir l'èxit d'aquesta obra.
En el gènere d'espies, l'autor més exitós és Jan Guillou (1944) amb la sèrie de novel·les protagonitzades per l'espia Carl Hamilton, molts dels llibres que la formen han estat portats al cinema també. Aquest autor també s'ha interessat pels temes de les croades i dels templets.

### Balades
La tradició sueca de les balades fou iniciada per Carl Michael Bellman a finals del segle xviii. En el segle xix, els autors de poesies cantades van entrar en decadència a causa del creixement dels cors universitaris, fins que van reviure a la dècada de 1890. Els poetes van continuar amb la tradició de musicar els poemes i així aconseguir més audiència. A principis del segle xx, un gran nombre de poetes, entre els quals Gustaf Fröding i Erik Axel Karlfeldt, van ser musicats, i la popularitat va augmentar i se'ls va anomenar trobadors.
Es podria dir que el trobador suec amb més renom del segle XX fou Evert Taube (1890-1976). Ell mateix era intèrpret de les obres que escrivia a partir de 1920 i va recórrer tot Suècia durant tres dècades. És conegut per les cançons sobre mariners, balades sobre Argentina i cançons sobre el camp suec.
Entre 1962 i fins que va morir, l'autor més destacat de la tradició de balades sueques i dels cantautors fou l'immigrant alemany Cornelis Vreeswijk (1937-1987). Algunes de les seves cançons eren exemples de cançó-protesta, per bé que fugia de la categoria de cantautor de protesta i volia ressaltar el paper com a poeta líric, cosa que no ha passat fins que va morir. Els temes de la seva obra són molt amplis i han estat molt influïts per la literatura sueca.

### Poesia
A la dècada de 1930 i 1940 la poesia va ser molt influenciada per les idees del Modernisme i les Avantguardes, amb un interès per l'experiment en la barreja d'estils, l'ús del vers lliure i l'absència de rima.
El líder del moviment modernista fou Hjalmar Gullberg (1898-1961). Va escriure col·leccions de poemes de caràcter místic i amb influències cristianes com Andliga övningar (Exercicis espirituals, 1932). Després d'una pausa en la qual no va escriure poesia i que va de 1942-1952, va reaparèixer amb un nou estil a la dècada de 1950. Amb aparença atea, estava fortament influenciat per les generacions més joves.
Gunnar Ekelöf (1907-1968) fou el primer surrealista suec gràcies al primer poemari que va escriure, Sent på jorden (1932), una obra que va ser poc entesa pels contemporanis Però Ekelöf va decantar-se pel romanticisme i el segon llibre de poemes Dedikationen de 1934 fou acceptat en àmbits més grans. Va continuar escrivint fins a la vellesa i va aconseguir un lloc privilegiat en la poesia sueca. El seu estil s'ha descrit com a fortament influït pel simbolisme i és enigmatic, però al mateix temps és turmentat i irònic.
Un altre poeta important en l'avantguarda sueca fou Harry Martinson (1904-1978). Harry Martinson tenia una proximitat incomparable amb la natura, seguia l'esperit de Linnaeus. Com era típic en la seva generació va escriure en vers lliure, sense sometre's als dictats de la rima o el còmput sil·làbic. També va escriure novel·les, de tall clàssic amb moltes parts autobiogràfiques, com Flowering Nettles, de 1935. Amb tot, la seva obra més destacada és Aniara, 1956, una història sobre una nau espacial que va a la deriva en la profunditat de l'univers
Es podria dir que el poeta més famós de la llengua sueca del segle XX és Tomas Tranströmer (1931). La seva poesia està marcada pel misticisme cristià, que es mou entre el somni i la realitat, el físic i el metafísic. Ell mateix va desenvolupar una forta tradició influenciada per la història avantguardista i el moviment suec que es concentrava en la poesia per esdevenir un exercici esperimental, com també va fer Öyvind Fahlström (que també és autor del primer manifest d'aquest tipus de poesia el 1954: "Hätila ragulpr på fåtskliaben"), Åke Hodell, Bengt Emil Johnson, i Leif Nylén. com a reacció a aquesta poesia experimental dels seixanta, en la dècada posterior va aparèixer el moviment beat importat dels Estats Units; van aparèixer algunes revistes que publicaven poesia, en aquest grup va aparèixer un dels poetes més aclamats avui dia, Bruno K. Öijer, responsable d'una lírica inspirada per Antonin Artaud responsable del "Theatre of cruelty", rock'n'roll i les performances avantguardistes.
Dan Andersson (nascut el 6 d'abril de 1888 a Skattlösberg, parròquia de Grangärde (avui dia forma part del municipi de Ludvika), Dalarna, Sweden, i mort el 16 de setembre de 1920 a Stockholm) fou un poeta suec i també va musicar algunes poesies pròpies. Es va casar amb una mestra de primària, Olga Turesson, la germana de l'artista Gunnar Turesson, el 1918. was a Swedish author and poet. He also set some of his own poems to music. Andersson married primary school teacher Olga Turesson, the sister of artist Gunnar Turesson, in 1918. Va fer servir el pseudònim de Black Jim i fou un dels autors de la literatura proletària sueca, però no només es pot incloure en aquest corrent, ja que va escriure molts altres gèneres, en especial, poesia.

### Teatre
Després de la II Guerra Mundial hi ha hagut molts autors teatrals. En la dècada de 1950 la revista fou un gènere molt popular; alguns dels autors de l'època foren Povel Ramel i Kar de Mumma. El Hasseåtage va continuar la tradició de la comèdia el 1962 i es va convertir en la institució del món de la revista a Suècia, amb contactes amb els mitjans audiovisuals (ràdio, televisió i cinema).
A finals de la dècada de 1960 apareix un nou teatre, més alternatiu, amb una natura lliure amb força èxit. En la dècada de 1970 i 1980 els dramaturgs més importants foren Lars Norén (1944) i Per Olov Enquist (1934).

### Literatura en la lletra de la música pop
Aquest tipus de literatura va començar durant la dècada de 1960 amb artites influenciats per la música anglosaxona. En un primer moment, la qualitat de les lletres musicals era equiparable a una imitació dels models i no va ser fins a la dècada posterior quan un nou moviment va sorgir. Es tracta de la música dels grassroots, que va assolir gran popularitat i va obrir possibilitats a artistes per publicar la música que feien. Aquesta música sovint oferia un missatge polític, i un tipus de música de caràcter progressista o progg. El grup més interessant de tot el moviment fou Nationalteatern, que destacava també per les seves actuacions atrevides. També es pot destacar l'artista Mikael Wiehe (1946) dels Hoola Bandoola Band, que van renovar el gènere de les balades sueques, amb unes lletres amb alta qualitat del que s'ha anomentat literatura del proletariat.
Uns dels rebels de la dècada dels 70 fou Ulf Lundell (1949) que va abandonar el movement Grassroot i es va passar al rock 'n roll. El 1976, va publicar la novel·la Jack, una novel·la beatnik que va representar tota una generació, mentre els crítics no la van valorar. Encara avui dia és una novel·la apreciada i venuda.

## Finlàndia
El suec és una llengua oficial també a Finlàndia on hi ha un 5,6% de la població que la té com a nativa (un percentatge que s'ha reduït en el darrer segle). La literatura sueca té una vitalitat força notable a Finlàndia, amb nombrosos autors molt coneguts com a Bo Carpelan, Christer Kihlman i Tove Jansson. Aquesta darrera, molt coneguda pels personatges Moomin, una col·lecció de llibres per a infants, així com altres obres per a nens i per a adults, com Sommarboken, (1972, El llibre de l'estiu).
La Societat de la Literatura Sueca de Finlàndia és un organisme cultural que es descriu com a una institució de la literatura finesosueca, cultura i recerca versàtil i orientada al futur. La Societat és també un inversor en els mercats globals i un defensor dels interessos de Finlàndia, amb inversors suecs. Aquesta postura ha provocat certa inquietud entre els membres de la societat compromesos amb el projecte d'apreciació literària pannòrdica.

## Premis Nobel de literatura en suec
Els autors suecs que han estat guardonats amb el Premi Nobel de Literatura són:
- Selma Lagerlöf, 1909: "En apreciació a l'alt idealisme, imaginació vívida i espiritual percepció que caracteritza els seus escrits."[31]
- Verner von Heidenstam, 1916: "En reconeixement del seu significat com a líder representatiu d'una nova era en la nostra literatura."[53]
- Erik Axel Karlfeldt, 1931: "'Per la poesia d'Erik Axel Karlfeldt".[54]
- Pär Lagerkvist, 1951: ''Per al vigor artístic i la veritable independència de pensament amb el qual ha construït en la seva poesia per tal de trobar respostes a qüestions eternes que s'ha fet la humanitat."[55]
- Eyvind Johnson, 1974: "Per un art narratiu, difícil de veure en temps i llocs, al servei de la llibertat"[56]
- Harry Martinson, 1974: "Pels escrits on guarda les gotes de rosada del cosmos"[56]
- Tomas Tranströmer, 2011:" Perque, a través de les imatges translúcides i concentrades, ens dona un accés fresc a la realitat"[57]